# Aydilge
Aydilge Sarp, dite Aydilge, née le 25 juin 1979 à Kütahya, est une autrice-compositrice-interprète et écrivaine turque.

## Discographie
- Küçük Şarkı Evreni (2006)
- Sobe (2009)
- Kilit (2011)
- Yalnızlıkla Yaptım (2013)
- Kendi Yoluma Gidiyorum (2018)